# Brioni megállapodás
A brioni megállapodás más néven brioni-nyilatkozat (horvátul: Brijunska deklaracija, szerbül: Брионска декларација, szlovénul: Brionska deklaracija), egy dokumentum, amelyet Európai Közösség politikai közvetítésével Szlovénia, Horvátország és Jugoszlávia képviselői írtak alá a Brioni-szigeteken 1991. július 7-én. A megállapodás olyan környezetet kívánt teremteni, amelyben további tárgyalásokra kerülhet sor Jugoszlávia jövőjéről, de végül gyakorlatilag megállította a Szlovénia feletti szövetségi befolyás minden formáját, elszigetelve Ante Marković jugoszláv szövetségi miniszterelnököt Jugoszlávia megőrzésére irányuló erőfeszítéseiben. Ez azt jelentette, hogy ezt követően Jugoszláv Néphadsereg (JNA) a horvátországi háborúra összpontosított annak érdekében, hogy a nemzetközileg elismert határokat újrarajzolják, és az Európai Közösséget a jugoszláv válság megoldására ösztönözzék.
A megállapodás véget vetett a jugoszláv és szlovén erők közötti tíznapos háborúnak. Szlovénia és Horvátország vállalta, hogy három hónapra felfüggesztik a június 25-iki függetlenségi nyilatkozatuk következményeinek gyakorlati végrehajtását. A dokumentum emellett megoldotta a szlovén határokkal kapcsolatos határellenőrzési és vámvizsgálati kérdéseket, megoldotta a légiforgalmi irányítás felelősségét, és elrendelte a hadifogolycserét. A brioni-megállapodás képezte az alapján az ENSZ megfigyelői tevékenységének is, amely a megállapodás szlovéniai végrehajtását ellenőrizte. Tizenegy nappal a megállapodás megkötése után a szövetségi kormány kivonta a JNA-t Szlovéniából. Ezzel szemben a megállapodás nem gyakorolt enyhítő hatást a horvátországi harcokra.

## Előzmények
A Jugoszlávia felbomlásához vezető folyamat során 1991. június 23-án, amikor Szlovénia és Horvátország már a függetlenség kikiáltására készült, az Európai Közösség (EK) külügyminiszterei úgy döntöttek, hogy az EK tagállamai nem terjesztik ki a diplomáciai elismerést a két új államra. A közösség a nyilatkozatokat egyoldalú lépéseknek tekintette, és helyette segítséget ajánlott fel a Jugoszláv Szocialista Szövetségi Köztársaság jövőjével kapcsolatos tárgyalásokhoz. Az EK egyúttal úgy döntött, hogy felfüggeszti a közvetlen tárgyalásokat Szlovéniával és Horvátországgal. A lépést a jugoszláv szövetségi kormány üdvözölte. Szlovénia és Horvátország június 25-én kiáltotta ki függetlenségét, és a Jugoszláv Néphadsereg (JNA) egységei másnap megkezdték a kivonulást szlovéniai bázisaikról. Június 27-én fegyveres konfliktus tört ki, amikor a JNA és a Szlovén Területi Védelmi Erők (TDS) között harc kezdődött Szlovénia határállomásainak ellenőrzése felett, amiből tíznapos háború lett.
Június végén és július elején három alkalommal egy háromfős EK-küldöttség tett látogatást a régióban, hogy egy olyan politikai megállapodás érdekében tárgyaljon, amely megkönnyítené a további tárgyalásokat. A küldöttség Luxemburg (mint az EK soros elnöke), valamint Olaszország és Hollandia (mint e tisztség előző és következő betöltői) külügyminisztereiből állt. A delegáció tagjai: Jacques Poos (Luxemburg), Gianni de Michelis (Olaszország) és Hans van den Broek (Hollandia) voltak. A delegáció Belgrádba érkezése előtt Poos azt mondta újságíróknak, hogy az EK veszi át a válság kezelését. Belgrádban Slobodan Milošević szerb elnök fogadta a delegációt, aki arra hivatkozva, hogy területén 600 ezer szerb is él, elvetette Horvátországnak a Jugoszláv Föderációból való kilépését.
Június 29-én Horvátország és Szlovénia megállapodott abban, hogy időt hagyva a tárgyalásos rendezésre felfüggesztik függetlenségi nyilatkozatukat. Úgy tűnt, hogy az EK tárgyalásai jól haladnak különösen, amikor Szerbia a felfüggesztő nyilatkozatokra azzal reagált, hogy június 30-án felhagyott a jugoszláv szövetségi elnökség horvát tagjának, Stjepan Mesićnek az elnökség elnökévé való kinevezésével szembeni ellenállásával. A siker látszatát megerősítette, amikor a JNA elrendelte Szlovéniában állomásozó csapatainak, hogy térjenek vissza laktanyáikba. Július 1-jén de Michelist, hogy fenntartsa a jelenlegi, a volt és a jövőbeni EK-elnökség képviseletét, João de Deus Pinheiro portugál külügyminiszter váltotta fel, hiszen időközben Hollandia vette át az elnökséget Luxemburgtól, míg Portugália adta volna a hollandok utáni következő elnökséget.

## A brioni értekezlet
Az EK küldöttség tárgyalásai eredményeként az EK, Horvátország, Szlovénia, Szerbia és a jugoszláv kormány képviselői megállapodtak, hogy további megbeszéléseket folytatnak. A megbeszélésekre július 7-én a Brioni-szigeteken került sor. A van den Broek által vezetett EK-delegáción kívül a szövetségi elnökség nyolc tagja közül öten vettek részt a tárgyalásokon – Mesić, Bogić Bogićević, Janez Drnovšek, Branko Kostić és Vasil Tupurkovski. Jelen volt Ante Marković jugoszláv szövetségi miniszterelnök, Budimir Lončar jugoszláv szövetségi külügyminiszter, Petar Gračanin belügyminiszter és védelmi miniszterhelyettes, valamint Stane Brovet altengernagy honvédelmi miniszterhelyettes is. Horvátországot Franjo Tuđman államfő, Szlovéniát Milan Kučan államfő képviselte. Szerbiát Borislav Jović, a szövetségi elnökség egykori szerb tagja képviselte, aki június 15-én mondott le tisztségéről Milošević javára, aki viszont elutasította a részvételt. Reggel 8 órától az EK küldöttsége külön tárgyalt Kučannal és kíséretével, majd Tuđmannal és kíséretével, végül Jovićtyal. Délután a szövetségi, szlovén és horvát delegáció részvételével, miközben Jović a hírek szerint elégedetlen volt a tárgyalásokkal, plenáris ülést tartottak.
A megállapodás, melyet július 5-én az EK hágai miniszteri tanácsán készítettek elő, egy közös nyilatkozatból és két mellékletből állt, amelyek részletezik a további politikai tárgyalásokhoz alkalmas környezet megteremtését és iránymutatásokkal szolgálnak a jugoszláviai megfigyelő misszióhoz. A brioni nyilatkozatként vagy brioni megállapodásként ismertté vált megállapodás megkövetelte a JNA-tól és a TDS-től, hogy térjenek vissza bázisaikra, és kikötötte, hogy a szlovén tisztviselőknek egyedül kell ellenőrizniük Szlovénia határait, Szlovéniának és Horvátországnak pedig három hónapra fel kell függeszteniük a függetlenségi nyilatkozatukból eredő összes tevékenységüket.A brioni megállapodásban meghatározott megfigyelői misszió az Európai Közösség megfigyelői missziójaként (ECMM) valósult meg, amelynek feladata a JNA és a TDS erőinek szlovéniai szétválasztása, és végül a JNA Szlovéniából való kivonása.

## Következmények
Annak ellenére, hogy a felek nem sok mindenben tudtak megállapodni, és a megállapodást később az aláírók eltérően értelmezték, a brioni megállapodás alapozta meg az EK-nak a rendezéshez való későbbi hozzájárulását, és a július 10-én Hágában megtartott az első, Jugoszláviáról szóló EK-miniszteri konferenciát. Az ECMM segített lecsillapítani a szlovéniai laktanyák körül kialakult ellentéteket, és elősegítette a tárgyalásokat a szlovén hatóságok és a JNA között a JNA Szlovéniából való kivonásáról. Horvátországban azonban folytatódott a fegyveres harc, és a JNA még aznap este, amikor aláírták a megállapodást, ágyúzta Eszék városát. A szövetségi elnökség válaszul a brioni megállapodást megsértő szlovén intézkedésekre, július 18-án elrendelte a JNA teljes kivonását Szlovéniából. Az ECMM tevékenységi köre szeptember 1-jén Horvátországra is kiterjedt. Szeptember közepéig a horvátországi háború tovább  eszkalálódott, mivel a Horvát Nemzeti Gárda és a rendőrség blokád alá vette a JNA laktanyáit, a JNA pedig hadjáratba kezdett Horvátországban horvát erők ellen. 
A brioni megállapodás elszigetelte Markovićot, aki megpróbálta megőrizni a szövetségi államot, de van den Broek ezt  úgy tűnt, figyelmen kívül hagyta, és úgy tett, mint aki nem értette az előtte felvetett kérdéseket, mellyel az EK delegációja hallgatólagosan Jugoszlávia felbomlását segítette elő. A megállapodás után csökkent a JNA vezetése egy részének tekintélye, akik a jugoszláv föderáció megőrzéséért küzdöttek. A megállapodás Horvátország számára is kedvezőtlen volt, mert a JNA és a szerb erők elleni védekezésre kényszerítették. Azáltal, hogy Szlovéniát hatékonyan eltávolították a szövetségi hatóságok, különösen a JNA befolyása alól, a megállapodás teljesítette a szerb nacionalisták egyik célját, lehetővé téve a nemzetközi határok átrajzolását. Sabrina Ramet történész megjegyezte, hogy Kučan és Milošević már 1991 januárjában megállapodott, amelyben Milošević biztosította Kučant, hogy Szlovénia függetlenségi törekvését a szerbek nem fogják ellenezni, cserébe Kučan megértését fejezte ki Milošević Nagy-Szerbia létrehozása érdekében tett erőfeszítései iránt.
Az EK akkoriban a megállapodást a válság enyhítése módszerének tekintette, és a brioni megállapodással egybeeső elcsendesedésben nem ismerte fel a szerb stratégia változását. Az, hogy az EK küldöttsége nem reagált Jović plenáris ülés előtti távozására, valamint az EK külügyminisztereinek július 10-iki nyilatkozata, miszerint az EK kilép a közvetítésből, ha nem hajtják végre a brioni megállapodást, csak bátorította Szerbiát, amelynek Szlovéniával, Horvátországgal vagy Jugoszlávval ellentétben nem volt vesztenivalója, ha az EK kivonult volna a tárgyalásokból. Végül az EK vállalta a szlovéniai fegyveres konfliktus gyors megoldását anélkül, hogy észrevette volna, hogy diplomáciai erőfeszítéseinek nem sok köze van a tényleges helyzethez.

## Fordítás
Ez a szócikk részben vagy egészben  a    Brioni Agreement  című angol Wikipédia-szócikk ezen változatának fordításán alapul.  Az eredeti cikk szerkesztőit annak laptörténete sorolja fel. Ez a jelzés csupán a megfogalmazás eredetét és a szerzői jogokat jelzi, nem szolgál a cikkben szereplő információk forrásmegjelöléseként.